# Fluorométhylidyne
Le fluorométhylidyne est une espèce chimique de formule CF. Il s'agit d'un radical métastable contenant un atome de carbone très réactif lié à un atome de fluor. L'atome de carbone possède un doublet non liant et un électron célibataire non apparié à l'état fondamental. De telles espèces chimiques peuvent être produites à l'état fondamental par photolyse ultraviolette du dibromodifluorométhane à 248 nm de longueur d'onde.
Il dimérise facilement et irréversiblement en difluoroacétylène et peut, sous certaines conditions, polymériser en hexafluorobenzène.
Le cation fluorométhylidynium CF+ a été détecté dans le milieu interstellaire.